# 보카크 환초

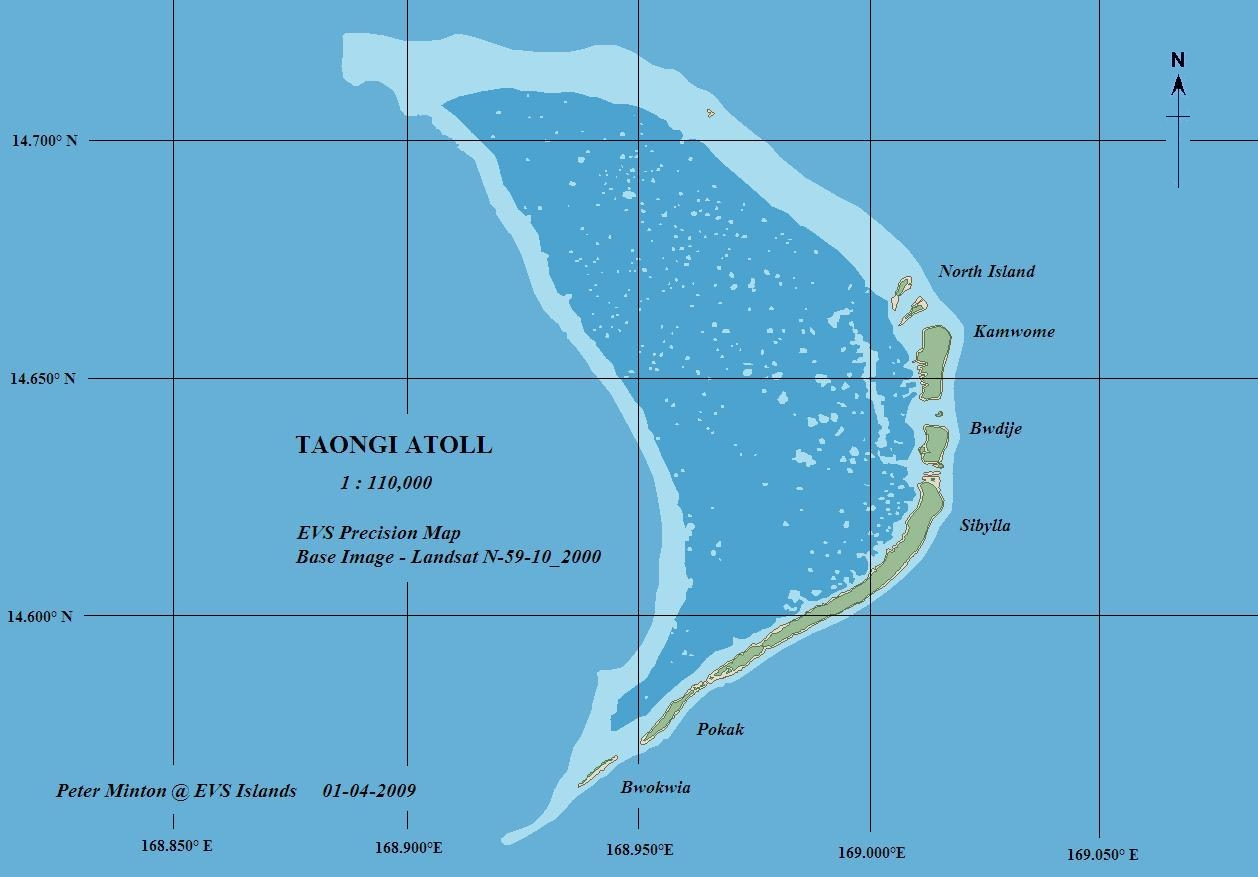
보카크 환초 지도

보카크 환초(Bokak Atoll) 또는 타옹기 환초(Taongi Atoll)는 태평양에 위치한 마셜 제도의 환초로, 라타크 열도에 속하며 36개 섬으로 구성된 환초이다. 초승달 모양을 띠고 있으며 마주로 환초에서 북쪽으로 684km, 비카르 환초에서 북동쪽으로 280km, 웨이크섬(미국의 영토)에서 북서쪽으로 560km 정도 떨어진 곳에 위치한다. 마셜 제도 최북단에 위치하고 있고 마셜 제도에서 가장 멀리 떨어져 있는 섬이기도 하다. 육지 면적은 3.2km2이며 석호 면적은 78.0km2이다.